# Alessandro Di Carlo
Alessandro Di Carlo (Roma, 4 luglio 1966) è un attore italiano.

## Biografia
La sua carriera artistica comincia nel 1990, con una partecipazione alla trasmissione televisiva di Gigi Sabani  Stasera mi butto. L'anno successivo vi ritorna in qualità di imitatore, classificandosi al quarto posto. Nel 1992 vince il concorso nazionale Una voce per l'inverno, presentandosi come cantante al teatro Olimpico di Roma. Il suo esordio teatrale risale al 1993, con il recital Spasso e chiudo, da lui interamente ideato, scritto, diretto e interpretato; ma la sua svolta artistica avviene nell'agosto 1994, quando vince il decimo Concorso nazionale della comicità di Grottammare, Cabaret amore mio, presieduto, assieme a Vincenzo Mollica, da Giancarlo Bozzo, che gli apre le porte del locale di cabaret Zelig di Milano. È qui che riscuote per la prima volta un grande successo di pubblico e di critica. Il 4 febbraio 2018 debutta al Teatro Sistina di Roma il nuovo spettacolo che lo vede protagonista Superleggero.. Tra guantoni e papillon.

## Filmografia

### Cinema
- Vita da reuccio, regia di Andrea Zaccariello (1999)
- Boom, regia di Andrea Zaccariello (1999)
- Il grande botto, regia di Leone Pompucci (2000)
- Le giraffe, regia di Claudio Bonivento (2000)
- Il ritorno del Monnezza, regia di Carlo Vanzina (2005)
- Dediche d'amore, regia di Alessandro Merluzzi - cortometraggio (2005)
- Per non dimenticarti, regia di Mariantonia Avati (2006)
- Nero bifamiliare, regia di Federico Zampaglione (2007)
- Baarìa, regia di Giuseppe Tornatore (2009)
- All'ultima spiaggia, regia di Gianluca Ansanelli (2012)
- Manuel, regia di Dario Albertini (2017)
- Beata ignoranza, regia di Massimiliano Bruno (2017)

### Televisione
- Zelig, trasmissione televisiva (1998-2000)
- Un dottore quasi perfetto, regia di Luca Ward e Sonia Aquino - film TV (2007)
- Distretto di Polizia 7, regia di Alessandro Capone – serie TV, episodio 7x09 (2007)
- Made in Sud, trasmissione televisiva (2017)